# 寶達轉車站
寶達轉車站（英語：Po Tat Bus Interchange），是香港九龍巴士於寶達邨寶琳路一帶巴士站的統稱。九龍巴士多條路線於此站設有轉乘優惠，方便往返新界及九龍各區。

## 站位分佈
寶達轉車站（H區）（西行）
| 排位分佈（由前至後） |                                                                   |          | |
| 編號                 | 巴士路線                                                          | 途經地點 | 目的地 |
| H1                   | 93K，93P，95，98A，98C                                            |          | 93K：旺角東站 93P：旺角（柏景灣） 95：九龍站 98A：坑口（北）（將軍澳醫院） 98C：美孚 |
| H2                   | 11X，93A，93M，95M，213X，290，290A，290B，293S，N290，N293，N691 |          | 11X：紅磡站 93A：觀塘碼頭 93M：寶林 95M：觀塘（雅麗道） 213X：安泰（南） 290：荃灣西站 290A：荃灣西站 290B：荃灣西站 293S：美孚 N290：荃灣西站 N293：旺角（柏景灣） N691：中環（港澳碼頭） |
| H3                   | 88，213D，213M，213S，214，613，613A                              |          | 88：大圍站 213D：中秀茂坪 213M：安泰 213S：安達 214：油塘 613：筲箕灣 613A：杏花邨 |

寶達轉車站（N區）（東行）
| 排位分佈（由前至後） | |          |        |
| 編號                 | 巴士路線                                                                                             | 途經地點 | 目的地 |
| N1                   | 11X，88，213D，213M，213S，213X，214，290，290A，290B，293S，613，613A，N213，N214，N290，N293，N691 |          |        |
| N2                   | 93A，93K，93M，93P，95，95M，98A，98C，98P                                                           |          |        |

## 站景圖片
寶達轉車站（H區）（西行）

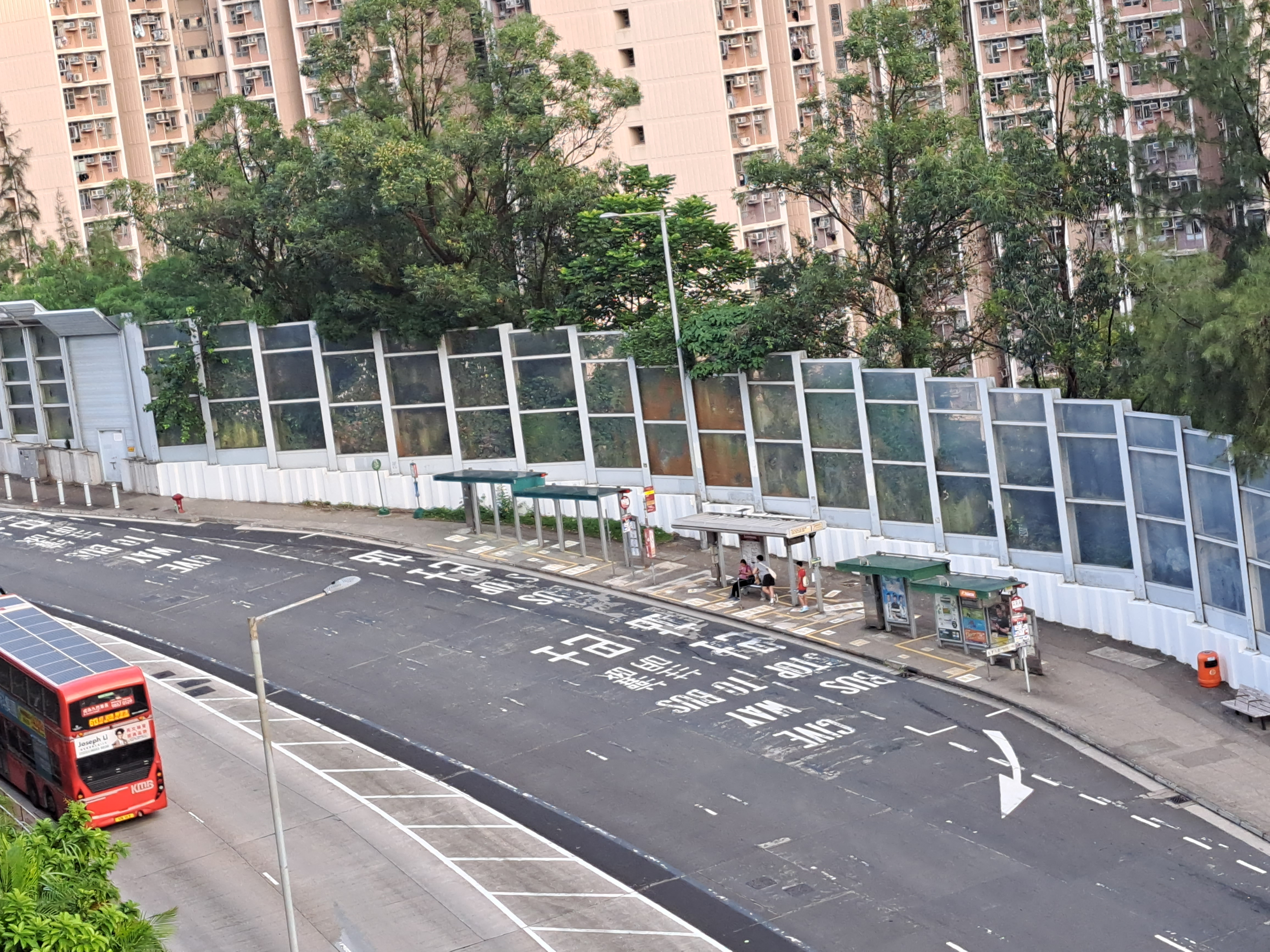
寶達轉車站（2024年10月）
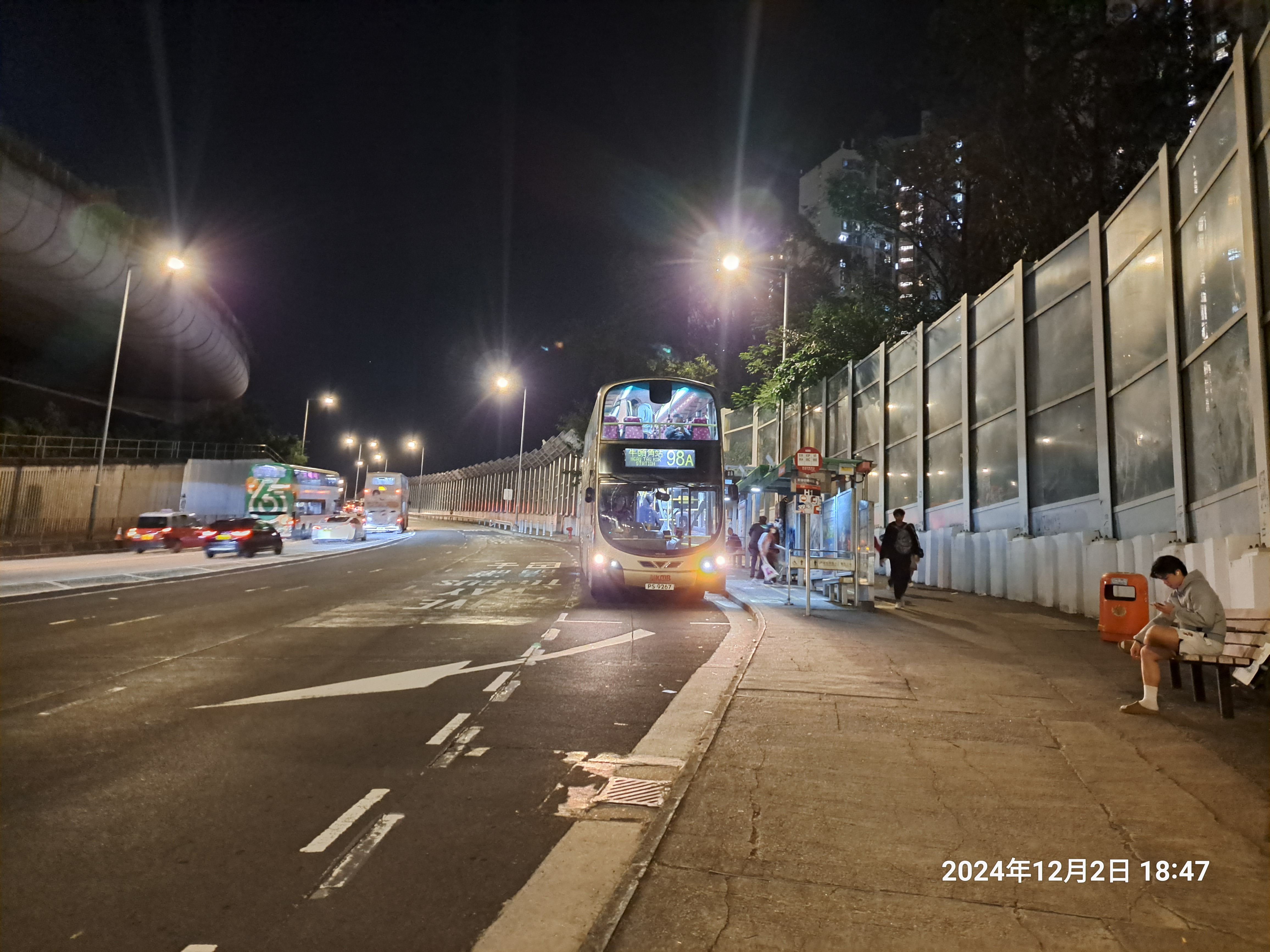
一輛正行駛九巴98A線巴士於寶達轉車站上落客（2024年12月）

寶達轉車站（N區）（東行）

## 外部連結
- 香港巴士大典上的相关条目：寶達轉車站